# Mörel
Mörel és un municipi situat al districte de Rendsburg-Eckernförde, a l'estat federat de Schleswig-Holstein (Alemanya), amb una població a finals de 2016 d'uns 235 habitants.
Està situat a l'àrea centro-est de l'estat, prop de les ciutats independents de Schleswig i Kiel, de la costa del mar Bàltic i del canal de Kiel.